# 照強翔輝
照強 翔輝（てるつよし しょうき、1995年〈平成7年〉1月17日 - ）は、兵庫県南あわじ市（出生地は洲本市）出身で伊勢ヶ濱部屋に所属した元大相撲力士。本名は福岡 翔輝（ふくおか しょうき）。身長169.0cm、体重107.0kg、血液型はO型。最高位は西前頭3枚目（2020年9月場所）。軽量を補うためにスピードを活かして左差しを浅く取って拝むようにしつこく攻める相撲が得意である。能天気で前向きな性格。「照強」という四股名は、「強くなって被災した地元を照らせるように」と師匠が命名した。取組前の塩撒きで大量の塩を撒くことでも知られる。

## 来歴

### 入門前
瀬戸内海に浮かぶ淡路島の出身。阪神・淡路大震災が発生した直後で余震も続く中、大震災発生15時間後に洲本市の兵庫県立淡路病院で生まれた。幼児期は病弱でありよく風邪をひいていたが、気は強かった。6歳のころには親の名前ですら呼び捨てにするやんちゃぶりであったが、祖父の前では素直であった。年少時には生年月日から「地震くん」とあだ名されることもあった。「物心がついた時には復興していた」と後に語っており、福岡は被害の全容を知るわけではない。それでも特別な日に生まれたという意識が、努力の原動力になった。
三原町立八木小学校（現在の南あわじ市立八木小学校）1年から柔道を始めたが、当時は道場へ行くことを嫌がったという。3年次に両親が離婚し、親権は母親が持つことに決まった。この時に本名を母親の旧姓である「菊井」に改姓する可能性もあったが、姓名判断の結果を受けて父親の姓である「福岡」になった。4年次にわんぱく相撲の大会に飛び入り参加して2位になったことをきっかけに相撲を始めて地元の道場に通うようになり、南あわじ市立三原中学校在学中は全国大会でベスト16になった。所属していた相撲クラブは非常に厳しく、38度の熱で休んだ翌日の稽古で監督から竹刀で殴られ「熱が40度なら休んでろ、39度は見学、38度は稽古したら治る」と言われた。中学時代は相撲部がなかったため、学校ではサッカー部に所属してゴールキーパーを務めた。
しかし3年生になると相撲の道場には通っても学校には年間30日しか出席しなくなるなど真面目に通わなくなり、夜通し遊び続けるなど荒れた生活を送るようになっていた。3年生の全国都道府県中学校相撲選手権大会には髪を染めた状態で出場した。同大会でその姿を目撃した炎鵬曰く「金髪」で、本人は「茶髪」と述懐していた。卒業後は勉強が嫌いであったことに加えて、既に死去していた祖父からたびたび「力士になれ」と言われ続けていたことから、高校には進学せずに大相撲に入門することを決意し、道場の監督と師匠が知り合いという関係の伊勢ヶ濱部屋（横綱・旭富士）に入門した。本人は後に「俺は中学を休み過ぎて公立高校に行けなくなったんだよね」と入門の理由について語っている。

### 初土俵から十両昇進まで
身長は入門当時167センチしかなかったが、第二新弟子検査（現在は廃止）に合格して2010年（平成22年）3月場所で初土俵を踏んだ。前相撲は2連勝で一番出世。同期生には千代桜らがいる。初めて番付に名前が載った翌5月場所の4番相撲で千代桜を破ってストレートで勝ち越しを決めるなど入門当初から大器の片鱗を見せていた。
同年5月場所で序ノ口に上がった後は、部屋の安美錦が関取昇進まで使用していたサガリを譲り受けて使用している。7月場所には序二段に昇進、序二段を2場所で通過し、11月場所では15歳9ヶ月（番付発表時点）にして三段目に上がった。しかし、2011年（平成23年）1月場所で、入門以来初めての負け越しを味わった。そこから二度の負け越しも経験してやや足踏みしたが、数々の努力を積み重ねの末に2012年（平成24年）3月場所、貴乃花、稀勢の里に次ぐ平成以降3番目の若さとなる17歳1ヶ月で幕下に昇進した。
しかし幕下の壁に阻まれ、しばらくは幕下と三段目上位の往復が続いたが、2013年（平成25年）1月場所、幕下で初めての勝ち越しを決めた。これ以後は幕下に定着し、この年は自己最高位の東幕下19枚目で5勝2敗で終えた。その後は幕下の一桁台の番付にも度々名前を載せたものの、いずれも負け越して十両昇進のチャンスを生かすことができない場所が続いた。
2016年（平成28年）11月場所、西幕下9枚目で7戦全勝で幕下優勝、初の各段優勝となった。大一番の前には「1年に1回、チャンスが来れば良い方なのに、2度もチャンスがある。経験を生かしたいです」と話していた。優勝を決めた7番相撲では鏡桜が右膝を痛そうにしていたことも見抜いて、その膝に重心を乗せさせようと、右から攻め、右の上手をつかんで出し投げで振り回し、崩れた瞬間に前進して寄り切った。この優勝に際して照強は「うれしいです。毎日毎日、キツイ稽古をしてきました。ご飯を食べることもつらかったです。吐きながら、毎日食べていました。頑張ってきた積み重ねが、やっと報われました」と喜んだ。1日100番近く稽古して掴み取った新十両であった。場所後の番付編成会議にて、2017年1月場所での新十両昇進が正式に決定した。南あわじ市出身力士の十両昇進は若鳴門清海以来55年ぶり。伊勢ヶ濱部屋から中卒叩き上げの関取が出るのは初めて。2016年9月に自身の中学生時代に死去した祖父の墓の費用を全額負担したり昇進が確定した時点で看護系の大学に通っている20歳である妹の受験費用を出したりと、取的時代から孝行息子ぶりを発揮していたことも昇進に際して明らかになった。

### 新十両昇進から新入幕まで
新十両となった2017年1月場所は10日目からの4連敗が響いて負け越しを確定させるが残りを白星で終えて7勝8敗と幕下に逆戻りすることは避けた。敗れれば幕下落ち濃厚の一番を乗り切り「よかったです」と安堵の表情を浮かべ、地元に近い大阪で行われる翌3月場所へ「これで落ちていたらしゃれにならなかった。今場所は力が入っちゃったんですけど、来場所からは緊張せずにやれると思う。勝ち越しを目指して、今場所の負け越しを取り戻すいい相撲を取りたい」と誓った。3月場所は中日の青狼戦で勇み足による白星を得るなど幸運に恵まれ、12日目に8勝目を挙げて自身初となる関取の地位での勝ち越しを果たし、最終的に9勝を挙げた。同年10月5日に行われた秋巡業八千代場所では申し合いを9番行った。直後の11月場所は自己最高位の東十両9枚目で4勝11敗と大きく負け越し、十両残留が厳しい状況とはなったが、7日目にはこの場所を14勝1敗で十両優勝した蒼国来に取直しを含む激戦の末に唯一の黒星をつける殊勲の星があった。
西幕下筆頭へ下がった2018年（平成30年）1月場所は4勝3敗と勝ち越し、1場所で十両へ復帰することになった。復帰を決めたこの場所の4勝目は、この場所で新十両昇進を果たした炎鵬から奪ったものである。2場所ぶりの十両となった3月場所は、5日目から6連敗を喫して勝ち越しに後が無くなったが、11日目から不戦勝を含む4連勝として星を5分に戻した。しかし千秋楽は德勝龍に敗れ、十両復帰の場所を勝ち越しで飾ることはできなかった。9月場所は自己最高位となる西十両8枚目の地位で土俵に上がり、13日目の明瀬山戦では抱えられて完全にロックされた状況からの下手投げで勝利するなど執念を見せ、9勝6敗で自己最高位を更新することを確定した。
続く11月場所は序盤から白星を量産し、11日目を終えた時点で9勝2敗と優勝を狙える成績だった。終盤に調子を落として優勝争いからは脱落したものの、自己最高の10勝を挙げた。西十両5枚目での10番と新入幕を狙える成績であったが、番付運に恵まれず2019年1月場所は東十両筆頭に据え置かれた。その1月場所11日目の白鷹山戦で足取りにより白星を獲得し、勝ち越しを決めた。これにより、翌3月場所の新入幕を確定させた。兵庫県からは戦後25人目の新入幕。誕生日の17日（場所5日目）も白星を挙げており、「勝つたびに淡路島で1人でも2人でも喜んでくれれば平成最後の時に勝ててよかった」と郷土への思いを口にしていた。

### 新入幕以降
3月場所は10日目に負け越しを確定させるなど幕内の壁に阻まれたが、残りの5日間を4勝1敗と食い下がり、場所成績を6勝9敗として幕内残留に望みをつないだ。
翌5月場所はわずか1枚下降と番付運に恵まれ東前頭15枚目の地位で土俵に上がることとなったが、再び6勝9敗として、十両に下がってもやむを得ない成績ながら、再び番付運に恵まれて、1枚半降下で幕尻の西前頭16枚目にとどまった。しかしながらこの7月場所で照強は突如覚醒し、初めての幕内勝ち越しを決めたばかりか14日目まで優勝争いに絡んで12勝3敗の好成績を残し、敢闘賞を受賞した。なお、この場所の勝った12番の内10番の決まり手が押し出し、1番が押し倒しであった。9月2日の伊勢ヶ濱一門連合稽古では平幕以下の関取衆による申し合いで15勝9敗。同じ一門の小兵幕内力士である炎鵬との精力的な稽古が伝えられた。途中から炎鵬との三番稽古になるほどで、炎鵬から張り手を受けてムキになるなどもした。2020年7月場所14日目には優勝の懸かっている朝乃山を足取りで下し、2敗目を喫して優勝争いから1歩後退したと思われた部屋の照ノ富士を援護する格好となった。2022年9月場所は東前頭15枚目の地位で6勝9敗。幕内には下に1枚半しか番付が残っていなかったため十両陥落が濃厚視されたが、他幕内力士、ならびに十両上位力士の成績との兼ね合いで、11月場所では1枚下降の東前頭16枚目と踏みとどまった。しかし両膝の故障で初日から不振で、幕内では1991年7月場所の板井以来31年ぶり5人目となる15戦全敗を喫してしまった。この不調は持病の糖尿病が原因であり、場所中は血糖値が400まで上昇し、インスリンを服用しても数値が下がらなかったため九州から帰って薬を変えるなどして改善した。2023年1月場所は西十両10枚目となり、初日から3連敗の後4日目に前年9月場所14日目以来20番ぶりとなる勝利を挙げたものの、直後の4連敗もあり10日目には8敗目を喫し早くも負け越し、その後4日間で3勝と盛り返したものの、千秋楽東幕下筆頭の玉正鳳に敗れ5勝10敗に終わり、翌3月場所では西幕下筆頭に陥落、9日目の5番相撲で同じく十両から陥落した西4枚目の魁勝に敗れ4敗となり負け越し、1場所での十両復帰を逃した。東幕下12枚目まで番付を下げた7月場所は4勝3敗と8場所ぶりの勝ち越し。2024年1月場所時点では、幕内の頃に115kgあった体重が100kgあるかないかぐらいに落ちているが、糖尿病の影響で乱れていた血糖値も「ちょっとずつ回復している」という。

### 引退
2024年3月場所9日目の3月18日、日本相撲協会に引退届を提出し、受理された。引退後は直ちに日本相撲協会を退職している。19日の引退会見では、糖尿病の影響で満足に稽古ができなくなったことを引退の理由として語っている。思い出の取組として2020年7月場所14日目の朝乃山戦の勝利を挙げた。結果的に同部屋の照ノ富士の優勝を後押ししたこともあり「相撲人生の誇り」と胸を張った。引退後の進路は引退会見の時点では未定。「中学を卒業してから入門したので相撲界しか見てない。いろんな世界を見たい」と話した。断髪式は6月23日に行う予定が示された。
スポーツライターの飯塚さきの記事によると、糖尿病との戦いは19歳から始まったといい、引退直前に痩せた体を鏡で見て絶望したことと主治医から「痩せないと良くならない(つまり相撲を続けている限り良くならない)」と宣告されたことで引退を決意したとのこと。引退したことでもう無理に食べなくても良いと本人は安堵を浮かべている。今後、淡路島にある玉ねぎの加工会社と、ごみ処理の会社、通販サイト、地域情報サイトの母の4つの事業の経営に取り組む意向を示した。
6月23日に両国国技館で断髪式が行われ、約300人が鋏を入れ、止め鋏は師匠の伊勢ヶ濱が入れた。
2025年6月11日、相撲体験型レストラン「SUMOLAND in 両国」をオープンさせた。

### 格闘家として
2024年8月、巌流島イベントプロデューサーの谷川貞治からオファーを受け、格闘家に転向。9月7日、巌流島VIRTUAL SURVIVAL2では、巌流島ルール 3分3R 無差別級で韓国のウィ・ソンオと対戦し、2R1分43秒、パウンドを打ち、TKOで勝利した。
10月19日、ジャパン・マーシャルアーツ プロローグ大会では、巌流島ルール 3分3R 無差別級で城戸康裕と対戦し、1R1分29秒、3度の押し出しにより勝利した。

## 取り口
- 得意技は右前ミツ・投げだが、廻しに拘らずに突き押しで攻める相撲も取れる。巨漢に対しては横に付いてから後ろに回り込むのが主な勝ち筋。身長169cm、体重116kgは共に関取の中で最も小さな炎鵬の次に小さい数字である（2019年7月場所時点）。
- ただの技巧派ではなく、幕内昇進前の十両時代には力自慢で知られた大砂嵐に2回吊り出しを決めている[44]。
- 2019年11月場所13日目の琴恵光戦で突き落としを決めてこの場所の勝ち越しを決めた際には照強は「突き落としはもともと得意。頭の中でイメージできていた」と語っていた[45]。
- 自身の短躯については2020年1月場所中に「小さくてイヤだなんて思ったことはない。小さいと、相手がイヤでしょう。190センチあったら逆に相撲取れないッスよ」と武器として前向きに受け入れる発言をしている[46]。
- 2020年7月場所前時点では夏場所と相性が良いとされており、2019年には幕内で12勝3敗を記録して敢闘賞を獲得した。同時期に「僕は結構、夏が好きなのでみんなへたるときに自分の体力で頑張れたらと思います」とコメントしていた[47]。
- 2020年7月場所14日目の朝乃山戦で足取りにより白星を挙げたが、これは当時付け人であった錦富士と共に前日の夜に立てた作戦を実行した上での結果であった。照強はこの取組を終えて「照ノ富士関が負けたんで、もう1度単独首位に立たせてやろうと。それが実現できてよかった」と優勝争いに挑んでいた部屋の元大関を思うコメントを残した[48]。
- 2021年9月場所初日の隠岐の海戦では立合いで足を目掛けて飛び込み、足取りを狙ったが隠岐の海が怖がらずに冷静に対処したため失敗（寄り切りで黒星）。ABEMA大相撲中継解説を務めた花田虎上も「あれは何という立ち合いなんですかね?」と驚く場面があった[49]。
- 2021年9月場所2日目の宇良戦では、激しい張り手の連続で宇良が大量の鼻血を流していた（取組は叩き込みで照強の白星）[50]。
- 2022年7月場所9日目の大奄美戦では、大奄美の怪我をしていた左足を狙って足取りを行い、白星を獲得。これにはABEMA大相撲中継解説の旭道山も勝負の厳しさに徹しているとして理解を示した[51]。
- 十両から幕内へと上がるころから足取りを覚えたが、2022年7月場所などは多用し過ぎて13日目の王鵬戦で露骨に足を取りに行ったところを狙われる(取組は上手出し投げで黒星)など覚えられてしまった[52]。
- 彼と同世代かそれに近い世代の幕内経験者で、身長170cm弱で幕内時代の平常体重が110kg台半ばの彼のような力士が、重い糖尿病で最終的に現役続投を諦めるのは非常に珍しい。[要出典]

## エピソード
- 2016年12月30日、伊勢ヶ濱部屋で関取衆らと43番の申し合いを終えたところで伊勢ヶ濱が「まだ昇進のお祝いをしていなかったな」と発言した。これが号令となり、約15分間にわたって照ノ富士や宝富士、安美錦の胸を借りるぶつかり稽古を行い、関取だけが締められる白色の稽古まわしは砂まみれとなった。それでも照強は「ありがたい。力に変えて頑張りたい」と感謝した[53]。
- 2017年3月場所4日目の朝乃山戦で一方的に押し出されるふがいない相撲を見せ、自身の次に取組を行った兄弟子の安美錦がその取組後に「しょっぱい相撲を取ったから。前に出ないとだめだと、いい教訓になったよ」と言われた[54]。
- 2017年1月場所10日目の琴恵光戦で敗戦するまで誕生日に行われた本場所の取り組みは3戦全勝であった[3]。
- 2017年夏巡業での取材によると、夏は海で釣りを楽しみ「ハマチとかブリとか釣れます。自分でさばいて、刺し身にしたりカルパッチョにしたり、たたきにしたり」と料理を楽しむという[55]。
- 2017年9月場所千秋楽、優勝決定戦に進んだ日馬富士に呼ばれ、東支度部屋にて立ち合い確認の相手を務めるシーンがテレビに映った。日馬富士は優勝インタビューにてインタビュアーの厚井大樹（NHKアナウンサー）にその旨を聞かれ「照強をテレビに出してあげようと思って」とユーモアを交えて答えた（ちなみに同日の照強の取組は総合テレビの中継開始前に終わっていた）[56]。
- 中学生の頃から、各国の代表クラスが集まるドリームチームに魅了された。試合の日はレアル・マドリードのステッカーを貼り付けた愛用のタブレットで観戦。2016年末のクラブワールドカップで来日した際には、練習場まで駆けつけたほどだった[9]。
- 「角界一のおしゃべり」という評判である。力士養成員時代のある時にはおしゃべりが過ぎるため自身が付け人を務めた先輩力士によって口にガムテープを貼られた[57]。
- 毎年阪神・淡路大震災が起きた1月17日には照強の話を聞きに行くのが、記者の間で慣習となっている[57]。
- 2022年1月場所14日目の千代の国戦では、押し倒しで敗れた際にジャンプして土俵に戻った。ABEMA大相撲中継のコメント欄は賛否両論となり、肯定派からは怪我していないことを千代の国にアピールして安心させる意図があったのではないかという声が聞かれたが、解説を務めた花田虎上は「負けて土俵に上がる際に、ああいう姿というのは初めて見ましたね」とコメント[1]。
- 自宅でトカゲやヘビを飼うほどの大の爬虫類好き。
  - 引退から約1年前に「引退したら爬虫類カフェをやりたいんだよね。生き物全般が好き。犬も猫も好きだけど、爬虫類がいい!」と夢を語っていた[58]。
  - 『週刊文春』2022年12月15日号には、同年11月場所前の10月28日の秋巡業桐生場所を「扁桃腺の腫れ」で休場したにもかかわらず、東京ビッグサイトで行われた爬虫類の展示即売会に参加した仮病疑惑を伝えられている。

## 逮捕
- 2025年8月18日に偽造された身体障害者向けの「駐車禁止除外指定車標章」を車に置いて駐車したとして警視庁本所署に`偽造有印公文書行使容疑、で逮捕された。 本所署によると、「既に亡くなった人の駐車禁止除外指定車標章を知人から借り偽造した標章をカラーコピーして使った」と容疑を認めているという。当人曰く「自宅前に駐車してすぐに運転できるのが便利だった」「４年くらい使った」と供述しているという。[59] [60] [61]

## 主な成績

### 通算成績
- 通算成績：425勝422敗5休（83場所）
- 幕内成績：145勝185敗（22場所）

### 三賞
- 敢闘賞：1回（2019年7月場所）

### 各段優勝
- 幕下優勝：1回（2016年11月場所）

### 場所別成績
| | 一月場所 初場所（東京） | 三月場所 春場所（大阪） | 五月場所 夏場所（東京） | 七月場所 名古屋場所（愛知） | 九月場所 秋場所（東京） | 十一月場所 九州場所（福岡） |
| --- | ----------------------- | ----------------------- | ----------------------- | --------------------------- | ----------------------- | --------------------------- |
| 2010年 （平成22年） | x                       | （前相撲）              | 西序ノ口14枚目 5–2      | 西序二段84枚目 5–2          | 東序二段42枚目 6–1      | 東三段目72枚目 5–2          |
| 2011年 （平成23年） | 東三段目44枚目 3–4      | 八百長問題 により中止   | 西三段目62枚目 3–4      | 東三段目70枚目 6–1          | 西三段目13枚目 3–4      | 西三段目31枚目 5–2          |
| 2012年 （平成24年） | 東三段目6枚目 5–2       | 東幕下49枚目 3–4        | 東三段目4枚目 4–3       | 西幕下55枚目 2–5            | 西三段目15枚目 4–3      | 西三段目5枚目 4–3           |
| 2013年 （平成25年） | 西幕下56枚目 4–3        | 東幕下46枚目 6–1        | 西幕下19枚目 3–4        | 西幕下23枚目 3–4            | 西幕下35枚目 5–2        | 東幕下19枚目 5–2            |
| 2014年 （平成26年） | 東幕下11枚目 2–5        | 東幕下24枚目 3–4        | 東幕下39枚目 5–2        | 東幕下22枚目 5–2            | 東幕下15枚目 5–2        | 東幕下9枚目 2–5             |
| 2015年 （平成27年） | 東幕下22枚目 6–1        | 東幕下8枚目 3–4         | 西幕下14枚目 4–3        | 西幕下12枚目 3–4            | 西幕下18枚目 4–3        | 東幕下13枚目 4–3            |
| 2016年 （平成28年） | 東幕下10枚目 6–1        | 西幕下3枚目 3–4         | 西幕下8枚目 1–6         | 東幕下32枚目 4–3            | 西幕下26枚目 6–1        | 西幕下9枚目 優勝 7–0        |
| 2017年 （平成29年） | 東十両13枚目 7–8        | 東十両14枚目 9–6        | 東十両11枚目 7–8        | 西十両12枚目 7–8            | 東十両13枚目 9–6        | 東十両9枚目 4–11            |
| 2018年 （平成30年） | 西幕下筆頭 4–3          | 東十両12枚目 7–8        | 東十両13枚目 8–7        | 西十両10枚目 8–7            | 西十両8枚目 9–6         | 西十両5枚目 10–5            |
| 2019年 （平成31年 /令和元年） | 東十両筆頭 8–7          | 東前頭14枚目 6–9        | 東前頭15枚目 6–9        | 西前頭16枚目 12–3 敢        | 東前頭9枚目 4–11        | 東前頭14枚目 8–7            |
| 2020年 （令和2年） | 東前頭14枚目 8–7        | 西前頭11枚目 9–6        | 感染症拡大 により中止   | 東前頭7枚目 8–7             | 西前頭3枚目 5–10        | 西前頭8枚目 5–10            |
| 2021年 （令和3年） | 西前頭12枚目 7–8        | 西前頭13枚目 8–7        | 西前頭10枚目 7–8        | 西前頭10枚目 8–7            | 西前頭7枚目 5–10        | 西前頭11枚目 7–8            |
| 2022年 （令和4年） | 西前頭11枚目 7–8        | 西前頭11枚目 8–7        | 西前頭8枚目 5–10        | 東前頭12枚目 6–9            | 東前頭15枚目 6–9        | 東前頭16枚目 0–15           |
| 2023年 （令和5年） | 西十両10枚目 5–10       | 西幕下筆頭 3–4          | 西幕下5枚目 2–5         | 東幕下12枚目 4–3            | 東幕下8枚目 2–5         | 東幕下17枚目 2–5            |
| 2024年 （令和6年） | 東幕下33枚目 3–4        | 西幕下36枚目 引退 0–0–5 | x                       | x                           | x                       | x                           |
| 各欄の数字は、「勝ち-負け-休場」を示す。 優勝 引退 休場 十両 幕下 三賞：敢=敢闘賞、殊=殊勲賞、技=技能賞 その他：★=金星 番付階級：幕内 - 十両 - 幕下 - 三段目 - 序二段 - 序ノ口 幕内序列：横綱 - 大関 - 関脇 - 小結 - 前頭（「#数字」は各位内の序列） |                         |                         |                         |                             |                         |                             |

### 幕内対戦成績
（以下は最高位が横綱・大関の現役力士）
- 横綱・豊昇龍には2敗。いずれも豊昇龍の大関昇進前の対戦である。
- 大関・琴ノ若には3勝4敗。いずれも琴ノ若の大関昇進前の対戦である。
- 元大関・髙安には2敗。いずれも高安の大関陥落後の対戦である。
- 元大関・朝乃山には1勝1敗。朝乃山の大関在位中は1勝1敗。直近では2020年7月場所で勝利した。
- 元大関・正代には1勝1敗。いずれも正代の大関昇進前の対戦である。
- 元大関・御嶽海には1敗。御嶽海の大関昇進前の対戦である。
- 元大関・霧島には2勝3敗。いずれも霧島の大関昇進前の対戦である。

（以下は最高位が横綱・大関の引退力士）
- 元大関・琴奨菊には3勝2敗。いずれも琴奨菊の大関陥落後の対戦である。
- 元大関・栃ノ心には6勝5敗。いずれも栃ノ心の大関陥落後の対戦である。
- 元大関・貴景勝には1敗。

| 碧山     | 8 | 6 | 明瀬山   | 0    | 2 | 天空海   | 3 | 1  | 朝乃山   | 1 | 1 |  |  |  |
| 東龍     | 4 | 0 | 阿炎     | 0    | 2 | 勢       | 3 | 1  | 石浦     | 5 | 5 |  |  |  |
| 逸ノ城   | 0 | 2 | 一山本   | 2    | 4 | 宇良     | 1 | 2  | 遠藤     | 0 | 4 |  |  |  |
| 炎鵬     | 3 | 2 | 阿武咲   | 2    | 5 | 王鵬     | 0 | 3  | 隠岐の海 | 2 | 5 |  |  |  |
| 魁聖     | 4 | 5 | 輝       | 3    | 7 | 霧馬山   | 2 | 3  | 荒篤山   | 1 | 1 |  |  |  |
| 琴恵光   | 7 | 9 | 琴奨菊   | 3    | 2 | 琴勝峰   | 3 | 5  | 琴ノ若   | 3 | 4 |  |  |  |
| 琴勇輝   | 2 | 0 | 佐田の海 | 2    | 5 | 志摩ノ海 | 1 | 11 | 正代     | 1 | 1 |  |  |  |
| 松鳳山   | 0 | 1 | 大奄美   | 3    | 2 | 大栄翔   | 0 | 2  | 大翔鵬   | 1 | 3 |  |  |  |
| 大翔丸   | 0 | 1 | 貴景勝   | 0    | 1 | 貴源治   | 0 | 1  | 隆の勝   | 2 | 1 |  |  |  |
| 髙安     | 0 | 2 | 玉鷲     | 2    | 2 | 千代翔馬 | 4 | 8  | 千代大龍 | 6 | 3 |  |  |  |
| 千代ノ皇 | 1 | 0 | 千代の国 | 1(1) | 2 | 千代丸   | 8 | 3  | 剣翔     | 2 | 4 |  |  |  |
| 徳勝龍   | 3 | 3 | 栃煌山   | 3    | 1 | 栃ノ心   | 6 | 5  | 翔猿     | 2 | 3 |  |  |  |
| 友風     | 1 | 1 | 豊ノ島   | 1    | 1 | 錦木     | 3 | 2  | 英乃海   | 3 | 2 |  |  |  |
| 平戸海   | 1 | 1 | 豊昇龍   | 0    | 2 | 北勝富士 | 3 | 2  | 御嶽海   | 0 | 1 |  |  |  |
| 水戸龍   | 1 | 0 | 明生     | 3    | 2 | 矢後     | 2 | 1  | 豊山     | 7 | 6 |  |  |  |
| 嘉風     | 0 | 1 | 竜電     | 2    | 4 | 若隆景   | 0 | 1  | 若元春   | 1 | 2 |  |  |  |

## 戦績

### 異種格闘技
| 勝敗 | 対戦相手     | 試合結果                      | 大会名                                                       | 開催年月日     |
| ○    | ウィ・ソンオ | 2R 1分43秒 TKO (パウンド)     | 巌流島VIRTUAL SURVIVAL2                                      | 2024年9月7日   |
| ○    | 城戸康裕     | 1R 1分29秒 押し出し (3度転落) | JAPAN MARTIAL ARTS EXPO PROLOGUE～日本格闘技界、夢の懸け橋～ | 2024年10月19日 |

## メディア出演

### 番組情報
- 感動!大相撲がっぷり総見〜新時代到来!技巧派&現役力士が占う平成最後の大相撲!〜（2019年1月5日、BSフジ）
- 踊る!さんま御殿!!（2019年2月19日、日本テレビ）
- 追跡LIVE! Sports ウォッチャー（2019年9月7日、テレビ東京）
- プレバト!!（2020年3月5日、TBS・毎日放送制作）